# Autigny, Fribourg
Autigny är en ort och kommun i distriktet Sarine i kantonen Fribourg, Schweiz. Kommunen har 804 invånare (2023).